# Loisach
Loisach – rzeka płynąca przez Tyrol w Austrii i przez Bawarię w Niemczech. Nazwa pochodzi od staroceltyckich słów lawo i iskā oznaczające wodę. Loisach jest lewym dopływem Izary. Rzeka przepływa przez Garmisch-Partenkirchen i wpływa do Kochelsee. Woda z tego jeziora zasila elektrownię wodną Walchenseekraftwerk o mocy 124 KW. Następnie Loisach wypływa z Kochelsee, aby ujść do Izary.